# Каменовање Сораје М.
Каменовање Сораје М. (перс. .سنگسار ثريا م, Sangsar Soraya M.) амерички је драмски филм који је осмислио и режирао Сајрус Нурасте. Према речима аутора, филм је снимљен по истинитом догађају, док ирански извори тврде да није. Он говори о судбини тридесетпетогодишње Сораје Манучехри смртно каменоване 15. августа 1986. у свом родном селу Кухпаји. Филм је први пут приказан 7. септембра 2008, а траје око два сата.
Главне улоге играју Мозхан Марно (Сораја), Шоре Агдашлу (Захра), Џејмс Кавизел (Фрајдун), Парвиз Сајад (Хашем) и Навид Негабан (Али). Сајрусу је помогла његова жена Бетси Гифен Нурасте, а сценарио је писан по књизи La Femme Lapidée француског писца Фрајдуна Сахебџама. Музику је написао Џон Дебни, сниматељ је Џоел Рансом, док су филм монтирали Дејвид Хандман и Џефри Роуланд. Филм је издао Роудсајд атракшонс.

## Синопсис и увод
Филм почиње цитатом персијског (иранског) песника Хафеза из четрнаестог века: Не понашај се као лицемер, који мисли да може прикрити своје сплетке, док гласно цитира Куран. Током путовања кроз Иран, аутомобил француског новинара се изненадно прегреје и угаси. На срећу по њега, то се дешава испред села са натписом Кухпаја. Пре но што је новинар стигао да пронађе ауто-механичара, њему прилази Захра, средовечна жена која жели да му саопшти причу о својој сестричини Сораји, те неправди која се јуче догодила.
Увидећи да ће Захра Французу персијског порекла све испричати, сеоски мула њега убеђује да је жена луда. Ипак, новинар прати упутства како да дође до њене куће, а која му је она дискретно дала. Њих двоје седају у њеном дворишту, и она га убеђује да саслуша њену причу. Новинар: Зашто бих те слушао, јер, како и сама кажеш, гласови жена више не важе у овој земљи. Ипак, он пали диктафон. Захра: У овом селу постоје мушкарци који су дивљи пси. Њихов лов почео је недавно, уз Сорајиног мужа, Алија…

## Прича о Сораји
Али је насилни муж тридесетпотогодишње Сораје Манучехри. Он наговара сеоског мулу да убеди Сорају да затражи развод брака, а све у циљу Алијевог венчања четрнаестогодишњом ћерком богатог лекара. Међутим, венчање је условно, јер Али прво мора избавити девојчициног оца осуђеног на смрт из неодређених разлога. Мула Хасан, који уз Алија има криминалну прошлост коју је избегао колективном амнестијом након револуције, Сораји предлаже привремени брак у замену за заштиту и новчано издржавање ње и њене две ћерке. Синове, које отац одмалена учи да им је мајка лоша жена, Али би и преузео. Сораја тај за њу деградирајући предлог одбија.
Неколико дана касније, жена из села умире. Мула, градоначелник Ебрахим и Али траже од Захре да убеди Сорају да брине о удовцу. Захра пристаје, али под условом да неговатељици буде плаћено. И Манучехријева пристаје, а Али то искоришћава да своју жену оптужи за неверство, што би било кажњењо каменовањем. Тиме би он могао да ожени четрнаестогодишњакињу и уз то не би плаћао алиментацију. Заједно са Хасаном, он покреће гласине о неверству, као пофлогу за оптужбу за прељубу. Такође прете и Хашему, удовцу о којем Сораја брине, у циљу да он лажно призна њене прељубничке намере када евентуално ситуацију изнесу на видело.
Како сада има потребна три сведока, укључујући себе, Али Сорају насилно изводи из куће и удара је на сред улице. Виче да је она курва, што чује цело село. Захра притрчава да спасе Сорају даљег мучења. С обзиром на то да удовац Хашем изјављује да је Сораја неверна, покреће се суђење, на којем она бива осуђења на смрт каменовањем. Захра покушава да побегне из села са Сорајом, али не успева, па моли градоначелника да поштеди Сорају и на каменовање осуди њу. Током припрема за извршење казне, Ебрахим се моли Алаху да да̂ знак ако је пресуда неправедна.

## Каменовање и крај
Почетак каменовања прекида путујући циркус који долази у село. Како су заузети извршавањем казне, сељани циркусанте терају, али ови ипак остају по страни да би гледали предстојећи догађај. Сорајин отац узима прва три камена, одриче се своје ћерке и гађа је. Стар и слаб, он сва три пута промаши, па жена из масе сугерише да је то Божја порука да је оптужена невина. Изнервиран таквим околностима, Али узима камење и погађа Сорају. Исто то раде и њена два сина, мада видно узнемирени. Једини који је не гађа је Хашем. Уместо тога, он камење испушта и одлази у сузама. Након тих симболичних гађања, Манучехријеву гађају сви мушкарци из масе и она умире. Захра причу завршава тиме да је ујутру бацила Сорајино тело у реку.
Удовац Хашем, иначе ауто-механичар који је Французу поправљао кола, долази код Захре да саопшти новинару да је аутомобил поново употребљив. У међувремену, Хасан и Ебрахим сазнају да је Алијево венчање са докторовом ћерком отказано, јер њеног оца није могао спасити смртне казне, иако је то било могуће, јер је Али чувар те има приступ свим затворским документима. Изнервиран јер је све ово било ни због чега, удовац градоначелнику признаје да су га Али и мула натерали да лаже. Како та прича не би доспела у иностранство, мула наређује Револуционарној гарди да заплени новинарев диктафон и уништи све касете, што војници и учине. Новинар прети тужбом и одлази. Међутим, како он одмиче од осталих, Захра излази из једне уличице са правом касетом у руци. Она му касету даје и Француз одлази из села. Срећна што је начинила правду својој сестричини, Захра виче текбир — Бог је велики! (арап. الله أكبر, allāhu akbar, алаху акбар), јер ће сада цео свет знати о направди која је учињена.

## Награде и главне улоге
Филмски фестивал у Торонту (2008)
- (Награда публике — треће место)

Филмски фестивал у Генту (2009)
- (Награда публике — најбољи филм)

Сателајт награде (2009)
- (Сателајт награда — Шоре Агдашлу)

Филмски фестивал у Лос Анђелесу (2009)
- (Награда публике — најбоља одлика)

Имиџ награде (2010)
- (Имиџ награда — страни филм)

## Извори и напомене
1. ↑  „The Stoning of Soraya M. (2009)”. Box Office Mojo. Приступљено 17. 2. 2013.
2. ↑  „توضيحاتي در مورد فيلم سنگسار ثريا مي خواهم؟”. پرسمان دانشجويي. Архивирано из оригинала 28. 01. 2013. г. Приступљено 17. 2. 2013.
3. 1 2  „Quotes from The Stoning of Soraya M.”. IMDb. Приступљено 17. 2. 2013.
4. ↑  „Cast for The Stoning of Soraya M.”. IMDb. Приступљено 17. 2. 2013.
5. ↑  „Cast for The Stoning of Soraya M.”. The Stoning. Архивирано из оригинала 01. 01. 2016. г. Приступљено 17. 2. 2013.